# Sula (Møre og Romsdal)
Para outros significados, veja Sula
Sula é uma comuna da Noruega, com 58 km² de área e 7 342 habitantes (censo de 2004). Não deve confundir-se com a ilha homónima em Sogn og Fjordane.